# Ungelsheim
Ungelsheim ist ein Stadtteil Duisburgs. Er hat 2.864 Einwohner (Stand 31. Dezember 2023).

## Lage
Ungelsheim ist einer der südlichsten Stadtteile Duisburgs. Er ist umgeben von den Stadtteilen Huckingen, Hüttenheim und Mündelheim. Im Süden grenzt Ungelsheim an Düsseldorfer Stadtgebiet. Ungelsheim liegt damit inmitten der Erholungsgebiete Mündelheimer Rheinbogen, Heidberg, Rahmer See und Schlosspark Heltorf in Düsseldorf-Angermund. Außerdem befindet sich mitten in Ungelsheim der Karl-Harzig Park.
Ungelsheim kann mit dem Auto nur über die Straße Am Neuen Angerbach erreicht werden. Alle anderen Zufahrtswege sind für Kraftfahrzeuge gesperrt. Markant ist auch die nördliche Begrenzung des Stadtteils durch den Grünen Hang. Hinter diesem befindet sich noch ein Relikt aus der Zeit des letzten Weltkrieges. Die „Schlackengrube“ diente seinerzeit dazu, die heiße Hochofenschlacke nachts abseits der Hütte abzukippen, um feindlichen Bombern nicht den wahren Standort des Stahlbetriebes zu verraten. Nach dem Krieg entwickelte sich die Schlackengrube zu einem Biotop, in dem man Frösche, Kröten und selten gewordene Kammmolche antreffen konnte.

## Namensgebung
Der Name geht zurück auf die alte Flurbezeichnung Ungensham, die sich in einer Urkunde des Kaisers Heinrich VI. vom 25. November 1193 findet.
Lange interpretierte man, der Flurname sei von -ham, Zaun oder Pferch, und der Genitivform des Namens Ungo, Ungens, d. h. insgesamt von der Siedlung des Ungo abzuleiten, wobei jener Ungo heute unbekannt sei. Inzwischen ist man sich jedoch sicher, dass sich der Ortsname von der germanischen Form huigininga haim, für Siedlung der Leute, die zu Hugin bzw. Hugo gehören, ableitet. Tatsächlich handelt es sich bei Ungensham in der 1193er Urkunde um eine sehr alte Namensform von Huckingen (d. h. Ungensham = (H)uginsheim = Huchilheym = Huckinhem = Huckinghen = Huckingen). Danach hat der Stadtteil Ungelsheim heute einen Namen, der dem ursprünglichen Namen Huckingens deutlich ähnlicher ist als der heutige Ortsname Huckingens selbst.
Die Bezeichnung Ungelsheimsiedlung erschien zum ersten Mal in einer Veröffentlichung am 21. Mai 1953. Als Namen für die Siedlung wurden 1954 auch die Bezeichnungen Mannesmannstadt und Siedlung Wohngesellschaft Ungelsheim verwendet. Amtlich wurde der Name Ungelsheim jedoch erst durch einen Ratsbeschluss vom 14. September 1959. Zu dieser Zeit hatte sich diese Bezeichnung im Volksmund bereits durchgesetzt und auch die Post und die Duisburger Verkehrsgesellschaft verwendeten diesen Namen.

## Geschichte
Ungelsheim ist der jüngste Stadtteil Duisburgs, da er offiziell erst am 14. September 1959 durch einen Ratsbeschluss gebildet wurde. Zu diesem Zweck traten die Ortsteile Huckingen 108 Hektar und Serm 62 Hektar ab.
Die Geschichte des Stadtteilgebiets begann mit einer Zeitungsmeldung am 2. Februar 1952, die berichtete, dass die Mannesmann-Werke (heute: Hüttenwerke Krupp Mannesmann) in Huckingen nach Kauf des Gebietes von der Stadt den Bau von 1.500 Wohnungen für ihre Mitarbeiter der Mannesmann-Werke Huckingen planten.
Die Idee, dort eine Siedlung für die Arbeiter der Mannesmann-Hüttenwerke zu schaffen, wurde durch die Lebens- und Arbeitsumstände der Arbeiter in der Nachkriegszeit geboren. Da in Hüttenheim zwar schon eine Arbeitersiedlung lag, diese allerdings nicht ausreichte, um alle Arbeiter zu fassen, und außerdem durch Hofbebauungen auch die Ruhe fehlte, entwickelte der Arbeitsdirektor der Hüttenwerke, Karl Harzig, 1952 den Plan, eine "grüne Insel" für die Mitarbeiter zu schaffen, wo sie in angenehm gelegenen Wohnungen und in ihren Eigenheimen nah beim Arbeitsplatz leben konnten. Mannesmann schrieb dann einen Wettbewerb für städtebauliche Konzepte aus, um einen Planer für die „Mannesmannstadt“ zu finden. Der Düsseldorfer Architekt Walter Euler erhielt den ersten Preis durch ein einfaches Konzept für eine angenehme Wohngegend. 1953, nach Gründung der Mannesmann-Tochtergesellschaft Wohnungsbaugesellschaft Ungelsheim mbH, wurde unter der Parole „Licht, Luft, Sonne und Grünflächen“ mit dem Bau begonnen.
Auch nach Fertigstellung der ersten Wohnungen war das Stadtbild geprägt von improvisierten Lösungen, wie z. B. nicht befestigte Straßen oder eine Baracke, die einen Supermarkt beheimatete. Doch allmählich nahm der Ort Gestalt an. Im Januar 1954 waren 320 Wohnungen fertiggestellt, ebenso viele kurz vor Vollendung. Damit kamen dann auch weitere Geschäfte. Letztendlich hatte die kleine Arbeitersiedlung in den 50er Jahren u. a. eine Sparkasse, Banken, ein Kino, eine Gaststätte, einen Schuhmacher, einen Metzger, Bäcker, mehrere Supermärkte, darunter eine Konsumfiliale.
5.000 Menschen beherbergte die Siedlung inzwischen. Eine örtliche Schule, die Schule Nordhäuser Straße oder auch Volksschule Ungelsheim, zog am 28. Juli 1956 ein. In der dortigen Aula wurden sonntags 2 katholische Messen unter Leitung des Pfarrers Braukemper gehalten. Für die 3000 Katholiken unter den Einwohnern wurde 1957 im Zentrum Ungelsheims mit dem Bau einer katholischen Kirche St. Stephanus begonnen. Die Grundsteinlegung fand am 31. März 1957 statt. Erster Pfarrer war Wilhelm Braukemper. Die Kirchweihe erfolgte am 11. Mai 1958. Kurz nach Grundsteinlegung der Kirche wurde auch der Grundstein für den Kindergarten der Kirche und das Jugendheim gelegt.
Auch der erste evangelische Gottesdienst (am 16. September 1956) fand in der Volksschule statt. Nachdem der Gottesdienst zunächst noch vom Pfarrer aus Hüttenheim gehalten wurde, bekam Ungelsheim am 13. Oktober 1957 mit Wilhelm Rheingans seinen ersten eigenen evangelischen Pfarrer. Am 7. Dezember 1958 folgte die Grundsteinlegung für die Auferstehungskirche (siehe Evangelische Auferstehungsgemeinde Duisburg-Süd). Die Kirche wurde am 8. Oktober 1959 eingeweiht. Eine neuapostolische Gemeinde wurde bereits am 1. Januar 1959 gegründet, wobei das Gotteshaus erst 1972 entstand.
Am 15. Januar 1965 wurde eine Erweiterung der Schule für 15 Klassen, 4 Sonderklassen, 1 Turnhalle, Verwaltungs- und Nebenräume in Betrieb genommen.
Zum Gedenken an den „Vater“ der Idee, einen Ortsteil für die Arbeiter der Mannesmannwerke zu schaffen, wurde der Park im Ortskern des Stadtteils nach ihm benannt. Er trägt seit den 1990er Jahren den Namen Karl-Harzig-Park.

## Bevölkerungsentwicklung
Nach Gründung des neuen Ortsteils Ungelsheim entwickelte sich dessen Einwohnerzahl wie folgt:

## Ungelsheim heute
Das Durchschnittsalter der Bewohner Ungelsheims lag 2008 bei 51,8 Jahren. Damit war Ungelsheim nicht nur der Duisburger Stadtteil mit der ältesten Bevölkerung, sondern zugleich der "älteste Stadtteil" in Nordrhein-Westfalen. Dieser demografische Wandel sah sich begründet im Fehlen von zuziehenden jungen Familien, während die erste Generation der Bewohner, die zu großen Teilen seit den 1950er und 60er Jahren in Ungelsheim wohnen, dort wohnen blieb. Aufgrund fehlender Lebensmittelnahversorgung und der 2010 erfolgten Schließung der Grundschule, in deren Gebäude nun die private St.-George’s-School eingerichtet ist, wurde befürchtet, dass sich die Entwicklung fortsetzt.
Um dem entgegenzuwirken, wurden u. a. Mehrfamilienhäuser an der Straße Am Grünen Hang durch Eigenheime ersetzt. Im Dezember 2009 erfolgte die Gründung eines Ungelsheimer Bürgervereins, der sich zum Ziel gesetzt hat, zwischen den Konfliktparteien zu vermitteln und sich für die Interessen der Bürger einzusetzen. Darüber hinaus setzt sich der „Offene Kulturkreis Duisburg-Ungelsheim e. V.“ für eine Erweiterung der kulturellen Aktivitäten in Ungelsheim ein.
In Ungelsheim existieren heute zwei christliche Kirchen: Die katholische St. Stephanus-Gemeinde gehört heute zur Pfarrei St. Judas Thaddäus. Der Pastor der Kirche ist Rolf Schragmann. Er betreut auch die Sermer und Mündelheimer Gemeinde. Die evangelische Auferstehungsgemeinde mit ihrem Pfarrer Rainer Kaspers ist heute für Ungelsheim, Serm, Mündelheim und Ehingen zuständig.
Beide Gemeinden haben ein Nachwuchsproblem, das mit der zunehmenden Veralterung Ungelsheims zusammenhängt. Das Gotteshaus der neuapostolischen Gemeinde musste 2011 aufgrund dieser Problematik schließen. Es wurde im Jahr 2016 abgerissen.

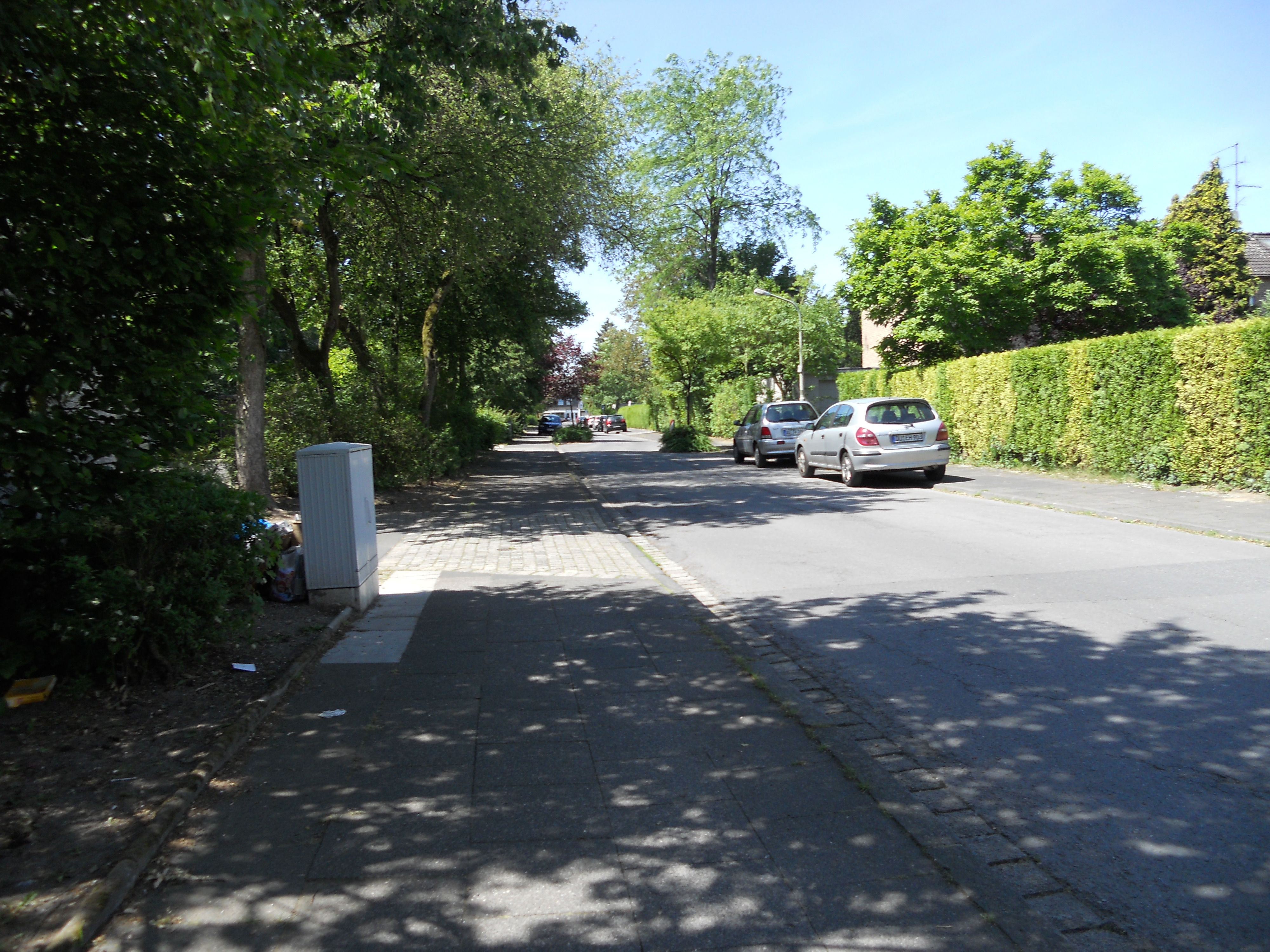
Clausthaler Straße in Ungelsheim

Ungelsheim gilt auch heute noch als einer der grünsten Orte Duisburgs und definiert sich auch als solcher. Bei der Gründung und Konzeption des Stadtteils 1953 wurde besonders darauf geachtet, nur heimische Pflanzenarten zur Begrünung der Fläche zu verwenden. Inzwischen haben sich aber auch, bedingt durch eigenständige Bepflanzung der Gärten durch die Besitzer, fremde Arten eingefunden. Am Rande Ungelsheims, in der Nähe der Gegend „Am Heidberg“, befindet sich ein kleiner Wald, welcher jedoch durch den Bau der CO-Pipeline 2008 verkleinert wurde.
Nach der Schließung des letzten Supermarktes im Juli 2010 musste auch der Drogeriemarkt schließen. Somit ist die Lebensmittelnahversorgung nicht gewährleistet. Im heutigen Ortskern, dessen Bild in den vergangenen Jahrzehnten durch Einzelhandel geprägt war, sind heute nur noch eine Apotheke, eine Bäckerei, ein Friseurgeschäft, ein Modegeschäft und eine Postfiliale vorzufinden. Von diesen Geschäften sind die meisten nur bis zur Mittagszeit geöffnet. Montags und donnerstags wird Ungelsheim vom Sparkassenbus angefahren, welcher einen Geldautomaten und Kontoauszugsdrucker beinhaltet. Im weiteren Gebiet des Stadtteils befinden sich Handwerker und Elektriker, die über das Ungelsheimer Stadtgebiet hinweg tätig sind. Donnerstags findet auf dem Ungelsheimer Marktplatz in der Nähe des Karl-Harzig-Parks ein Wochenmarkt statt, der die Bevölkerung mit frischen Waren wie Obst, Gemüse und Fleischwaren versorgt. Des Weiteren existieren mobile Lebensmittelhändler, wie z. B. Bauern aus der Region und dem Münsterland sowie Bäcker, welche die Bürger mehrmals in der Woche mit Lebensmitteln versorgen.
Ungelsheim ist durch zwei Buslinien an das Liniennetz des Duisburger Öffentlichen Personennahverkehrs der Duisburger Verkehrsgesellschaft (DVG) angeschlossen. Die Linie 940, Richtung Duisburg-Huckingen St.-Anna-Krankenhaus und Richtung Duisburg-Rahm Bahnhof, und die Linie 946, Richtung Duisburg-Huckingen St.-Anna-Krankenhaus und Duisburg-Großenbaum Buscher Straße/ Duisburg-Ehingen Ehinger Berg, verbinden die Bürger mit dem restlichen Stadtgebiet.